# James Francis Edwards
Pour les articles homonymes, voir Edwards et James Edwards.
James Francis Edwards, surnommé Stocky Edwards, né le 5 juin 1921 à Nokomis (Saskatchewan) et mort le 14 mai 2022 à Comox (Colombie-Britannique), est un pilote de chasse canadien qui s'est notamment illustré durant la Seconde Guerre mondiale.

## Biographie
James Francis Edwards est actif lors la Seconde Guerre mondiale et est l'as allié revendiquant le plus de victoires dans la guerre du désert.
Il a probablement abattu l'as allemand Günther Steinhausen.
Il est membre de l'Ordre du Canada et est décoré de la Distinguished Flying Cross, de la Distinguished Flying Medal et de la Décoration des Forces canadiennes.